# فرح مؤمن
فرح مؤمن (مواليد 11 يوليو 1990) هي لاعبة إسكواش مصرية محترفة تلعب حاليًا مع منتخب مصر للإسكواش للسيدات. حققت أعلى تصنيف فردي لها في PSA في مارس 2019 خلال جولة PSA العالمية 2018-19.

## حياتها الشخصية
فرح مؤمن هي شقيقة لاعب الإسكواش المصري طارق مؤمن المصنف الثالث عالميًا.

## المشوار الاحترافي
شاركت في أول بطولة احترافية من ببطولات رابطة اللاعبين المحترفين للاسكواش psa في عام 2019، وهي بطولة إنترناشيونال كلاسيك للاسكواش، حيث قابلت في أول مباراة الماليزية أيفا أزمان، وحصدت على وصافتها.
سافرت فرح مع منتخب مصر في بطولة العالم للناشئات، ولكن توقفت عن اللعبة بعد دخولها الجامعة، لمدة خمس أو ست سنوات، وتزوجت وسافرت إلى الإمارات العربية المتحدة، وقررت فرح هناك العودة للعب من جديد.
شاركت فرح في اليوم الأول من تصفيات النسخة السابعة من بطولة الجونة الدولية في عام 2018، كانت فرح مؤمن اللاعبة المحجبة الوحيدة التي شاركت في البطولة، ولكنها خسرت المبارة بنتيجة بثلاثة أشواط نظيفة. وشاركت فرح في الدور التمهيدي من بطولة بحرية الدولية في باكستان في عام 2019، وخرجت من الدور التمهيدي الثاني، بعد خسارتها من اللاعبة الماليزية أيكا عزمان 3-1، وأنتصرت في الدور التمهيدي الأول على الباكستانية ذهب خان 3-0.

## روابط خارجية
- الملف الشخصي في PSA
- فرح مؤمن على Squash Info